# Léon Chambaretaud
Léon Chambaretaud, né le 27 octobre 1904 à Lyon (Rhône) et mort le 26 août 1974 à Trévoux (Ain), est un homme politique français.

## Détail des fonctions et des mandats
Mandats locaux
- Conseiller municipal de Neuville-sur-Saône
- 9 novembre 1957 - 22 mars 1959 : Maire de Neuville-sur-Saône

Mandat parlementaire
- 22 septembre 1968 - 26 août 1974 : Sénateur du Rhône